# A Los Campesinos! Christmas
A Los Campesinos! Christmas è un EP natalizio del gruppo rock gallese Los Campesinos!, pubblicato nel 2014.

## Tracce
1. When Christmas Comes – 3:51
2. A Doe to a Deer – 4:03
3. The Holly & the Ivy – 4:56
4. Kindle a Flame in Her Heart – 4:03
5. The Trains Don't Run (It's Christmas Day) – 2:50
6. Lonely This Christmas – 4:54